# Luis Jerónimo Fernández de Cabrera y Bobadilla
Luis Jerónimo de Cabrera y Bobadilla (Madrid, 1589-Madrid, 28 de octubre de 1647), cuarto conde de Chinchón y funcionario colonial español. Conocido en su época como Luis Xerónimo Fernandes de Cabrera Bobadilla y Mendoza.  Sus títulos incluían, amén del de conde ya citado, Comendador de Criptana y Alcaide del Alcázar de Segovia.  Fue Tesorero General del Consejo de Aragón entre 1612 y 1627 y virrey del Perú desde 1629 hasta 1639.

## Biografía
Fernández de Cabrera y Bobadilla nació en Madrid en 1589, perteneciente a una familia cercana al trono español. Sus padres eran Diego Fernández de Cabrera y Mendoza, tercer conde de Chinchón, e Inés Pacheco, hija del marqués de Villena y duque de Escalona Diego López Pacheco, y de Luisa Bernarda de Cabrera y Bobadilla, tercera marquesa de Moya. Los padres de Don Luis eran primos.
De la época de su mandato datan el hallazgo de minas de plata en el Cerro de Pasco y el descubrimiento de las propiedades febrífugas de la corteza de quina.
Al concluir su mandato como virrey en 1639, Cabrera regresó a España, donde llegó a ser consejero de Estado y acompañó al rey Felipe IV en la campaña de Navarra, Aragón y Valencia.
Contrajo matrimonio dos veces: la primera con Ana Osorio Manrique, hija de los marqueses de Astorga, con quien no tuvo sucesión; la segunda con Francisca Enríquez de Rivera, hija de Per Afán de Rivera, con quien tuvo un único hijo, Francisco, que le sucedió en sus títulos nobiliarios.

## Documentación relacionada
- Carta del Cabildo de Quito al Virrey Conde de Chinchón (1 de junio de 1639)
- Licencia del Virrey Conde de Chinchón para los Astilleros de Guayaquil y la Isla de la Puná (22 de junio de 1630)
- Memorial de Guayaquil al Virrey Conde de Chinchón (1637)

| Predecesor: Diego Fernández de Córdoba | Virrey del Perú 1629-1639 | Sucesor: Pedro Álvarez de Toledo y Leiva |

- Datos: Q2356193
- Multimedia: Luis Jerónimo de Cabrera / Q2356193